# Josefina Brítez
Josefina Brítez (* 23. Dezember 2004) ist eine paraguayische Leichtathletin, die sich auf den Stabhochsprung spezialisiert hat und auch im Weitsprung an den Start geht.

## Sportliche Laufbahn
Erste Erfahrungen bei internationalen Wettkämpfen sammelte Josefina Brítez bei den U18-Südamerikameisterschaften in Encarnación, bei denen sie mit übersprungenen 3,20 m den siebten Platz im Stabhochsprung belegte und im Weitsprung mit 5,22 m auf Rang neun gelangte. 2023 belegte sie bei den Südamerikameisterschaften in São Paulo mit 3,20 m den siebten Platz im Stabhochsprung und im Jahr darauf gelangte sie bei den Ibero-Amerikanischen Meisterschaften in Cuiabá mit 3,30 m auf Rang sechs. 2025 belegte sie bei den Südamerikameisterschaften in Mar del Plata mit 3,20 m den vierten Platz im Stabhochsprung und gelangte im Weitsprung mit 4,91 m auf Rang elf.
In den Jahren 2023 und 2024 wurde Britez paraguayische Meisterin im Stabhochsprung sowie 2024 auch im Weitsprung.

## Persönliche Bestleistungen
- Stabhochsprung: 3,40 m, 31. August 2024 in Asunción
- Weitsprung: 5,33 m (+1,4 m/s), 19. August 2021 in Asunción